# Dmitri Pevtsov
Dmitri Pevtsov (en russe : Дмитрий Анатольевич Певцов), né le 8 juillet 1963 à Moscou en Union soviétique), est un acteur soviétique puis russe.

## Filmographie partielle
- 1989 : La Mère (Мать) de Gleb Panfilov
- 1996 : Ligne de vie (Линия жизни) de Pavel Lounguine
- 1996 : La Reine Margot (Королева Марго) de Alexandre Mouratov
- 1997 : La Dame de Monsoreau (Графиня де Монсоро) de Vladimir Popkov
- 2005 : Colin-maillard (Жмурки) de Alekseï Balabanov
- 2007 : L'Artiste (Артистка) de Stanislav Govoroukhine
- 2011 : Boris Godounov (Борис Годунов) de Vladimir Mirzoev

## Récompenses et nominations

### Récompenses
- 2001 : artiste du peuple de la fédération de Russie[1]